# 송희선

## 학력
- 평양 고등보통학교 졸업

## 편곡한 노래
- 1939년 <이별의 포도주>
- 1939년 <째스의 꼿거리>
- 1940년 <송화강썰매>
- 1941년 <추억은 상록수>
- 1941년 <일월이 거러간 뒤>
- 1941년 <영천리길손>
- 1943년 <노랑저고리>
- 1943년 <아리랑 삼천리>

## 작곡한 노래
- 1939년 <째스의 꼿거리>
- 1939년 <눈물의 메리켕>
- 1939년 <꿈인가 추억인가>
- 1940년 <송화강썰매>
- 1941년 <추억은 상록수>
- 1941년 <일월이 거러간 뒤>
- 1941년 <영천리길손>